# كارلوس لطوف

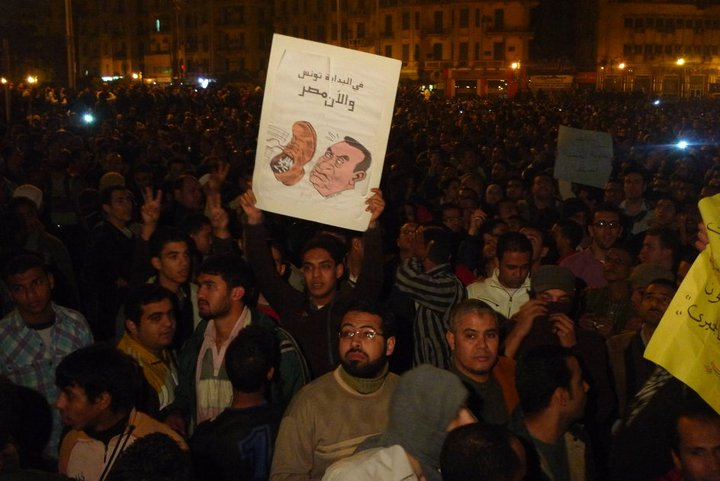
كاريكاتير للطوف مرفوع في ميدان التحرير.

كارلوس لطّوف (بالبرتغالية: Carlos Latuff) (ولد في 30 نوفمبر 1968)، في ساو كريستوفو (ريو دي جانيرو، البرازيل)، رسام كاريكاتير سياسي برازيلي من أصول لبنانية ويعمل لحسابه الخاص. تهتم أعماله بمجموعة واسعة من الموضوعات، بما في ذلك مناهضة العولمة ومناهضة الرأسمالية، ومناهضة الولايات المتحدة والتدخل العسكري. علاوة على ذلك، فإن القضية التي اشتهر هي صور له تصور الصراع العربي الإسرائيلي. وقد وصف لطّوف بأن عمله مثير للجدل.

## الأعمال المنشورة

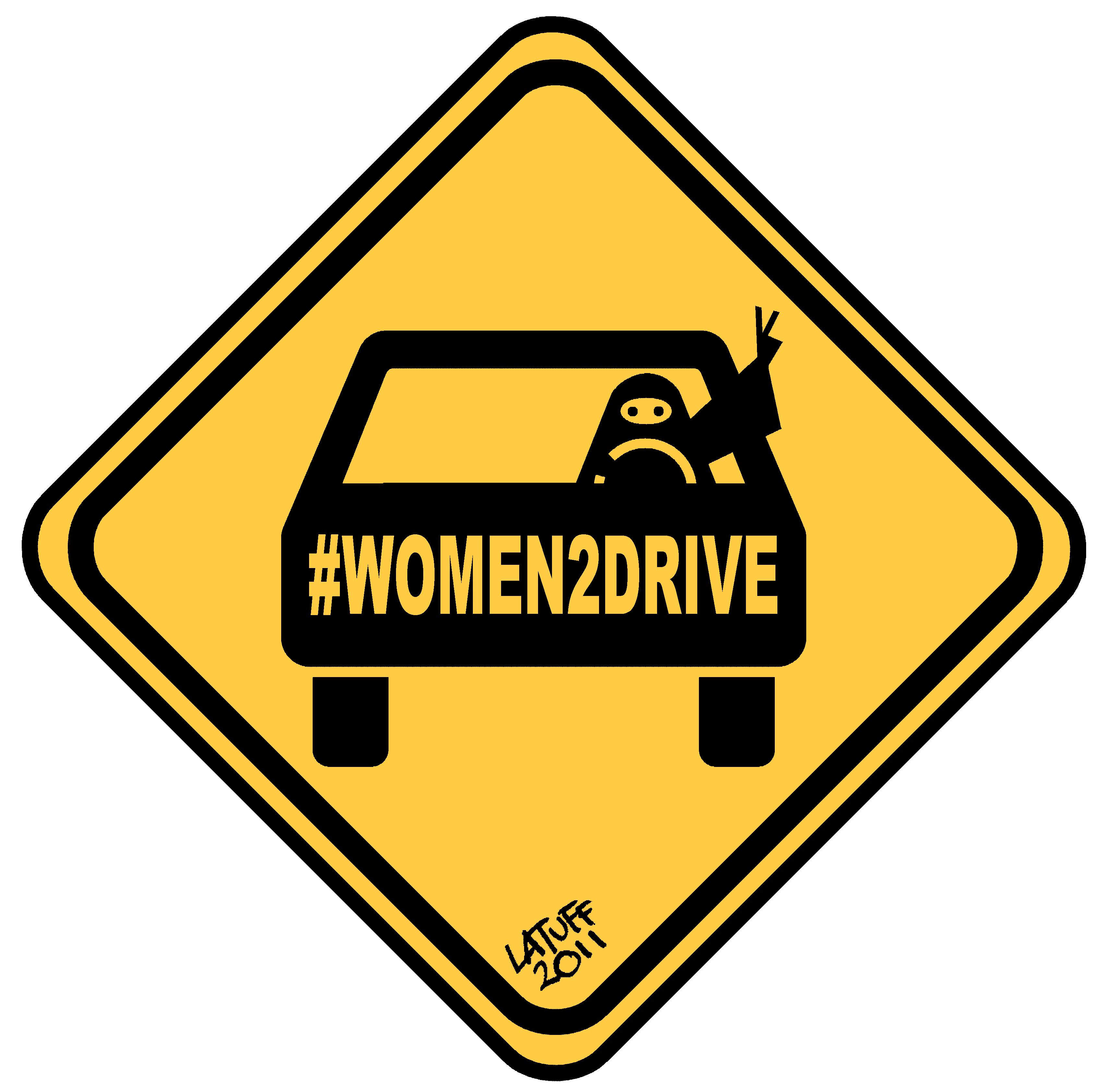
رسم كاريكاتوري لكارلوس لطوف دعما لقيادة المرأة السعودية السيارة ودعما لحملة المظاهرات النسائية عام 2011.

وضع لطّوف في الغالب معظم أعماله بنفسه على مواقع الإعلام المستقل (انديميديا Indymedia) والمدونات الخاصة. ومع ذلك، فقد تم اختيار بعضها ليظهر في مجلات مثل النسخة البرازيلية من جريدة «ماد», وفي جريدة «لوموند ديبلوماتيك» و«تورونتو ستار». بالإضافة إلى ذلك، تم نشر عدد قليل من أعماله في مواقع الإنترنت العربية مثل مجلة الجبهة الإسلامية للمقاومة العراقية (جامع)، مجلة الأحرف السعودية، وصحيفة الأخبار اللبنانية، وآخرين.

## موضوعاته

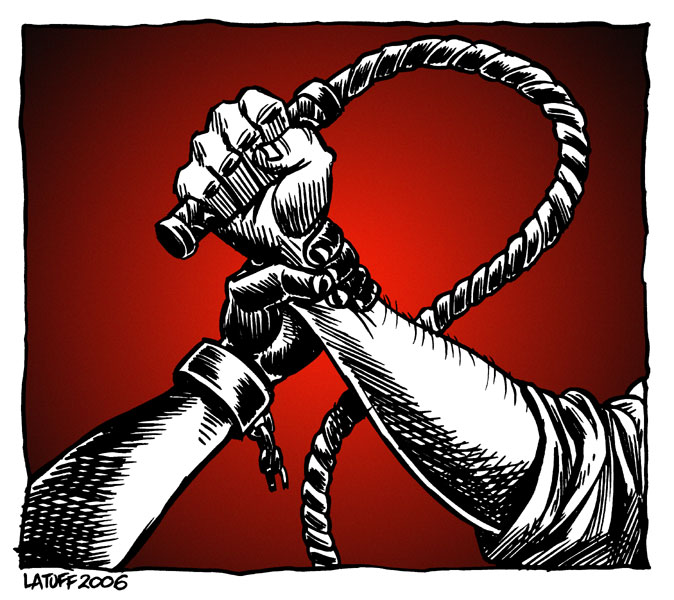
تحرير السود والعنصرية, كارلوس لاتوف

يرتبط عدد كبير من رسوم لطوف بالصراع العربي الإسرائيلي الذي أصبح مهما لدي لاتوف بعد أن زار المنطقة في أواخر 1990. أثارت تلك الرسوم انتقادات غير مسبوقة للاستخدام غير الممنوع للصور النمطية للكراهية المرضية لليهود في الحركة العالمية لمقاومة العولمة. في سلسلة «كلنا فلسطينيون»، ظهر العديد من الجماعات المضطهدة الشهيرة، بما في ذلك اليهود في غيتو وارسو، السود من جنوب إفريقيا خلال الفصل العنصري، الأميركيين الأصليين، والتبتيين في الصين، قائلين «أنا فلسطيني» وذلك في محاولة منه لتوضيح أن معاناة الفلسطينيين هي نفس معاناة المضطهدين في جميع أنحاء العالم عبر التاريخ.
لطوف رسم أيضا سلسلة من الرسوم الكاريكاتورية التي تصور رئيس الوزراء الإسرائيلي أرئيل شارون، رئيس الولايات المتحدة جورج دبليو بوش، الرئيس البرازيلي لويس إيناسيو لولا دا سيلفا ورئيس الوزراء البريطاني توني بلير من بين غيرهم من السياسيين وحوش ونازيين.
انتقد لطوف أيضا العمليات العسكرية الأمريكية في العراق وأفغانستان. فقد قام بعمل رسومات كاريكاتورية ترويجية معادية للأعمال العسكرية الأمريكية المتطرفة، فضلا عن أنها توضح أن هدف هذه الأعمال العسكرية كان استفادة الولايات المتحدة من النفط. ومن بين هذه الرسوم، رسوم تصور بعض الجنود الأمريكيين مصابين بجروح خطيرة أو موتي، أو تصورهم وهم يؤذون المدنيين العراقيين. في سلسلة رسوماته الهزلية «حكايات من حرب العراق» يصور «جوبا.. قناص بغداد»، متمرد عراقي قيل أنه أسقط العشرات من الجنود الأمريكيين، صوره على أنه بطل. كما قدم صورة كاريكاتورية للرئيس الأمريكي جورج دبليو بوش يضحك على الخسائر الأمريكية.

## انتقادات
انتقد أعماله من قبل كاتب بالمعهد اليهودي لشؤون العالمية، وهو جزء من مركز القدس للشؤون العامة (منظمة إسرائيلية غير حكومية). في عام 2002، قامت منظمة «الناجين من الهولوكوست» Aktion Kinder des Holocaust، والكائنة بسويسرا، قامت بمقاضاة موقع انديميديا سويسرا بتهمة معاداة السامية لنشر الموقع عمل لطوف «كلنا فلسطينيون»، والذي يحتوي على عمل يصور صبيا يهوديا في غيتو وارسو قائلا: «أنا فلسطيني» وقد علقت الإجراءات الجنائية من قبل المحكمة السويسرية.
في عام 2006، حاز لطوف المركز الثاني وفاز 4,000 دولار، عن رسوم كاريكاتورية له تقارن الحاجز الإسرائيلي حول الضفة الغربية وحاجز معسكرات الاعتقال النازية، وذلك في المسابقة الإيرانية الدولية المثيرة للجدل حول رسومات الهولوكوست، والتي تم إنشاؤها ردا على الرسوم الكاريكاتورية المسيئة للرسول محمد التي نشرتها صحيفة دانمركية. وقد وصفت مداخلة لاتوف بأنها «انقلاب الهولوكوست».
في تقرير 2003 السنوي، أجري معهد روث ستيفن مقارنة لرسوم لطوف التي تصور شارون بالرسوم الكاريكاتورية المعادية للسامية التي رسمها فيليب روبريشت في المجلة النازية دير ستامر Der Stürmer, كما قام المعهد أيضا بانتقاد صورة رسمها لاتوف تصور المناضل تشي جيفارا وهو يرتدي الكوفية الفلسطينية.
يصف جول كوتك وهو أستاذ في جامعة بروكسل الحرة في بلجيكا، في كتابه «الكرتون والتطرف»، يصف لاتوف ب «درومونت الإنترنت المعاصر» (إدوارد درومونت مؤسس «نادي معاداة السامية الفرنسي» بفرنسا، وناشر مجلة «لا ليبر بارول La Libre Parole» والتي طبعت عدد هائل من الرسومات المعادية للسامية خلال سنوات قضية دريفوس). في مقابلة مع الصحيفة الأسبوعية اليهودية-الأمريكية «ذا فورورد The Forward» في ديسمبر 2008، رد لاتوف على اتهامات معاداة السامية ومقارنته برسامين نازيين:
«رسومي لا تركز على اليهود أو على اليهودية. تركيزي هو على إسرائيل ككيان سياسي، كحكومة، على كون قواتها المسلحة تابعة للمصالح الأميركية في الشرق الأوسط، وتركز خاصة على السياسات الإسرائيلية تجاه الفلسطينيين. يحدث أن اليهود الإسرائيليين هم من يظلمون الفلسطينيين. إن الذين يحطون من قدري يقولون إن استخدام ماجن دافيد (نجمة إسرائيل) في رسومي المتعلقة بإسرائيل هو دليل لا يدحض على معاداة السامية، إلا أنه ليس خطأي إذا اختارت إسرائيل رمز مقدس ذو دوافع دينية كرمز قومي لها، مثل شمعدان الكنيست أو نجمة داود في آلات قتل مثل F - 16 طائرة.»،
ومن أواخر أعمال الفنان كارلوس لاتوف في عام 2012 كان نعى للأستاذ جلال عامر الكاتب المصري الساخر والفيلسوف الذي عُرف بمواقفه المعارضة لنظام مبارك ودعوته للثورة عليه وحين سقط النظام كان من المناهضين لحكم العسكر وكان من أشد المناصرين للدولة المدنية فرسم كارلوس لاتوف صورة لجلال عامر مبتسماً وهو يمسك قلم وفي الخلفية صورة للمشير محمد حسين طنطاوى -رئيس المجلس العسكري الحاكم في مصر- وقد وضع جلال عامر على أنفه لون أحمر ليحوله إلى مهرج..
أختاره مركز سيمون فيزنتال اليهودي ثالث من ضمن الشخصيات العشرة الأكثر معاداة للسامية في عام 2012, وذلك بعد أن رسم رسماً كاريكاتيرياً أظهر رئيس الوزراء الإسرائيلي بنيامين نتنياهو يسحق أماً فلسطينية خلال عملية «عامود السحاب» التي استهدفت قطاع غزة، وتعامل معها وكأنها خرقة، الأمر الذي اعتبره المركز «إهانة لإسرائيل ورئيس وزرائها بواسطة رسم يضج بمعاداة السامية».

## بعض من أعماله
بعض أعمال كارلوس لطوف:

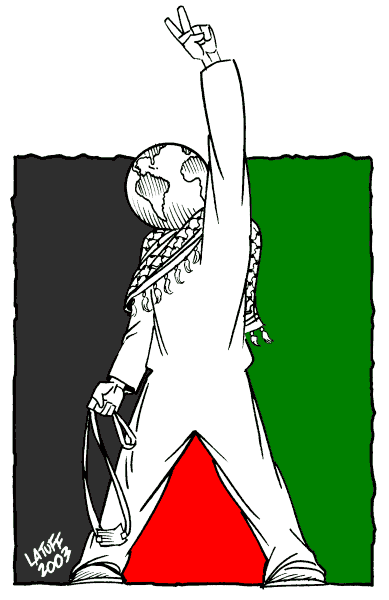
الانتفاضة الفلسطينية
كاريكاتير للنازيون الجدد.
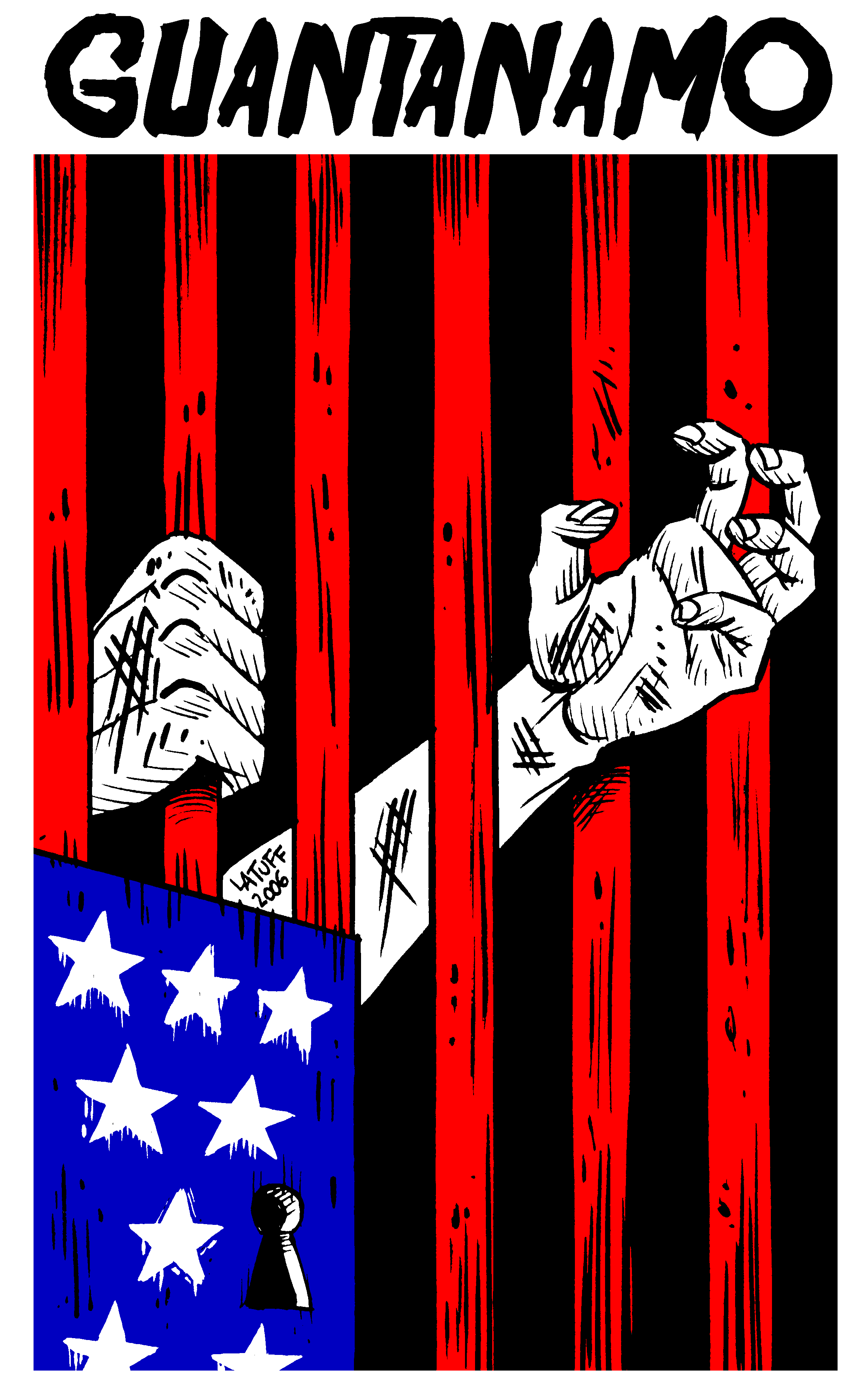
حول غوانتانامو.
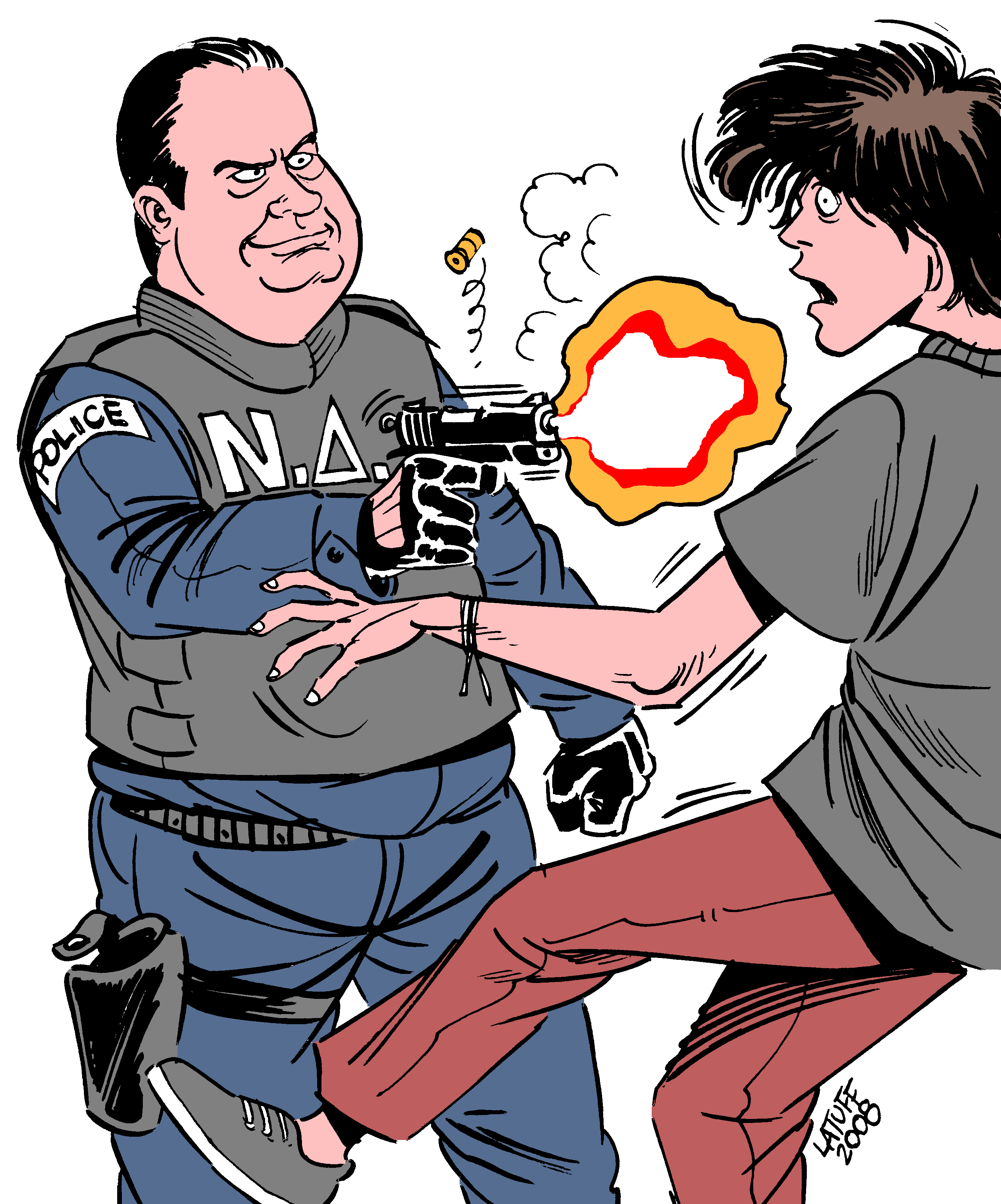
شغب اليونان 2008.
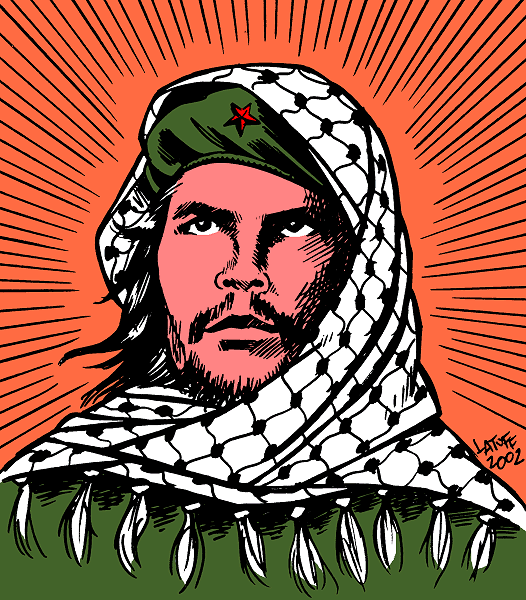
إرنستو تشي جيفارا.
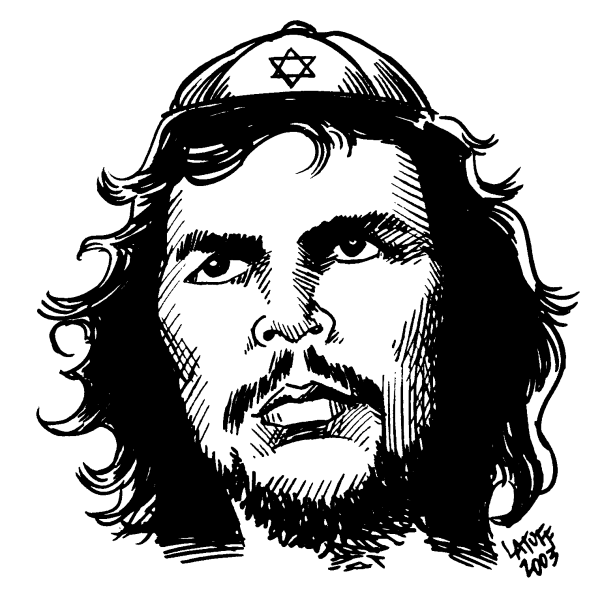
تشي جيفارا كيهودي.
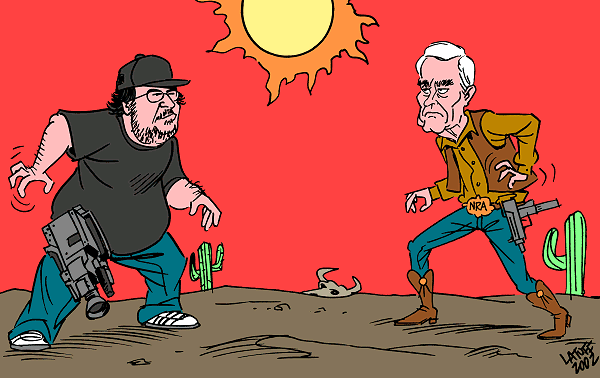
مايكل مور وتشارلتون هيستن.
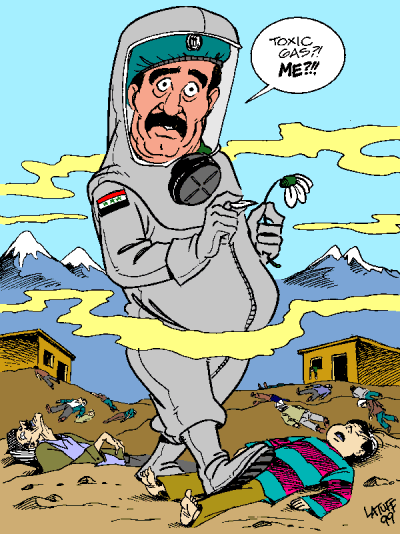
صدام حسين.
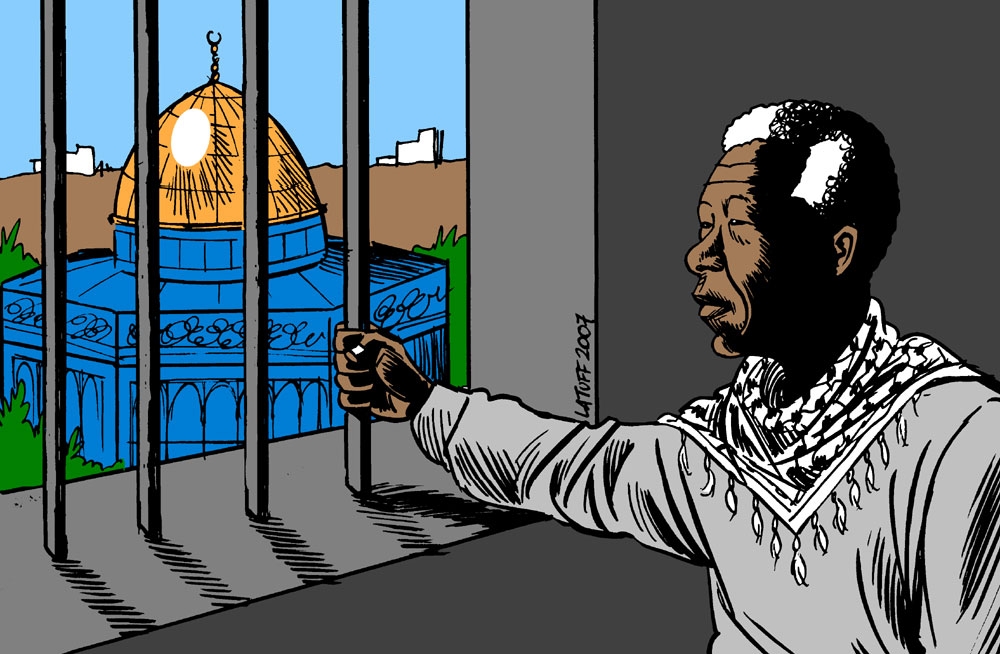
نلسون مانديلا كفلسطيني في السجون الإسرائيلية.
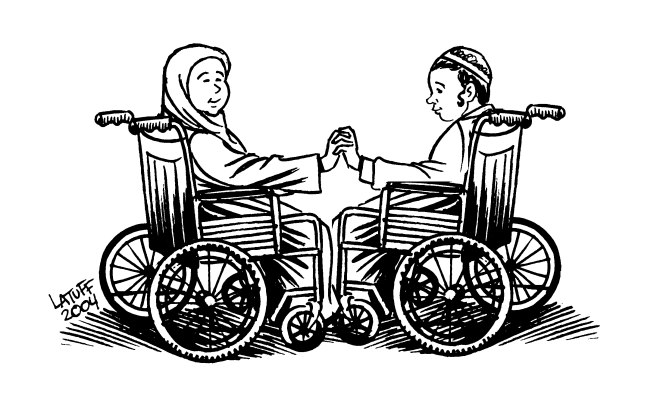
التعايش الإنساني المشترك: طفل يهودي وطفلة مسلمة مقعدان.
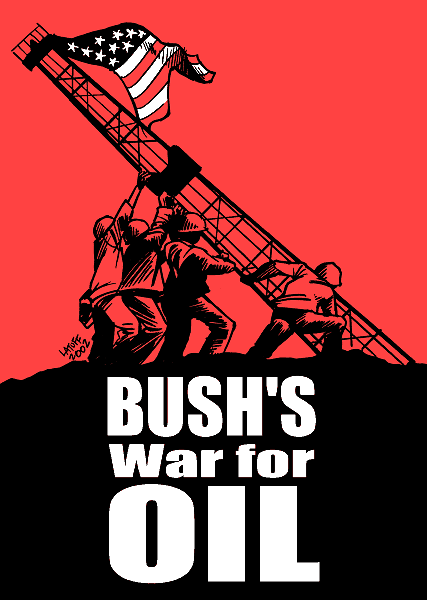
الحرب من أجل النفط
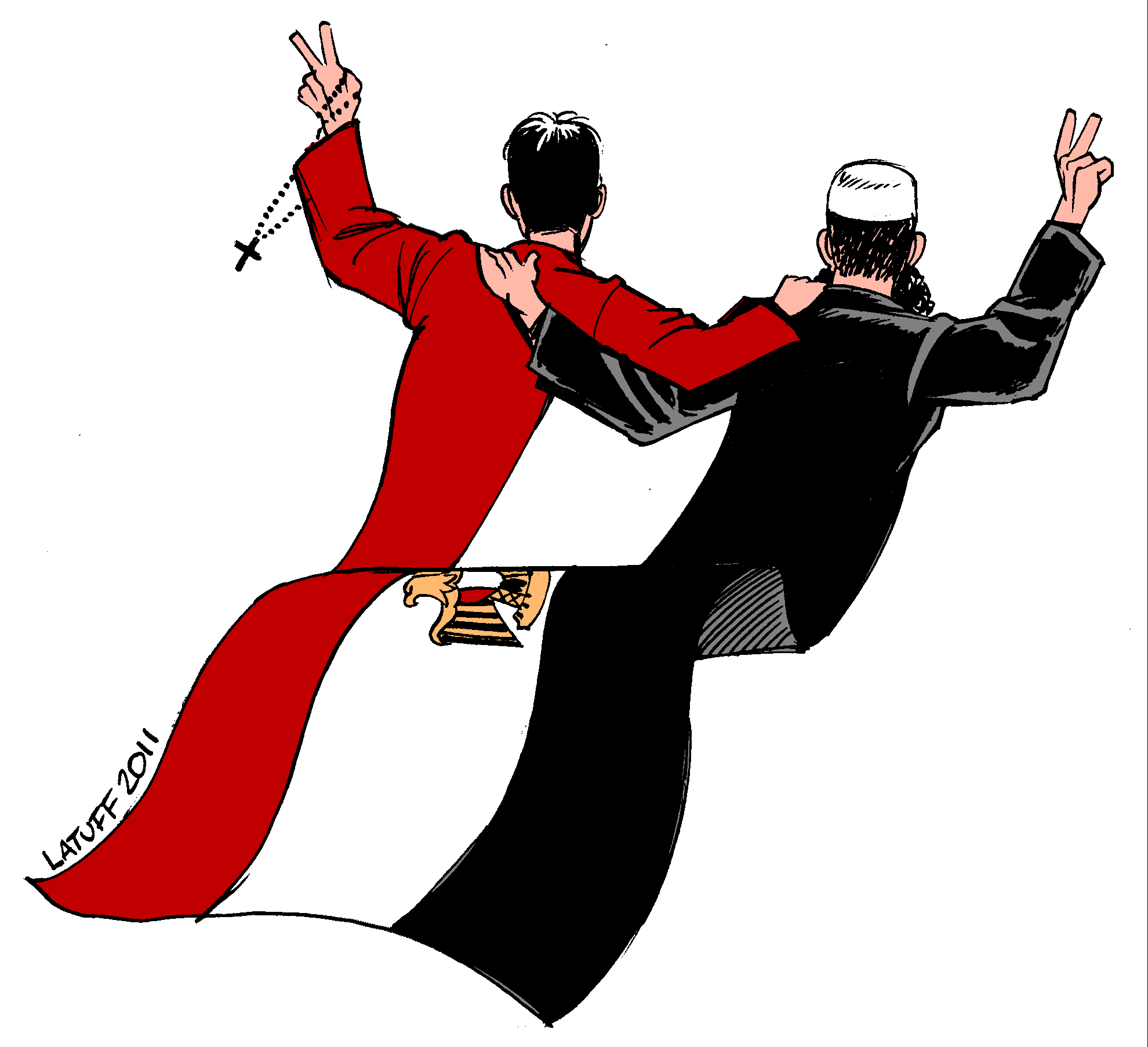
المسلمون والمسيحيون المصريون يد واحدة.
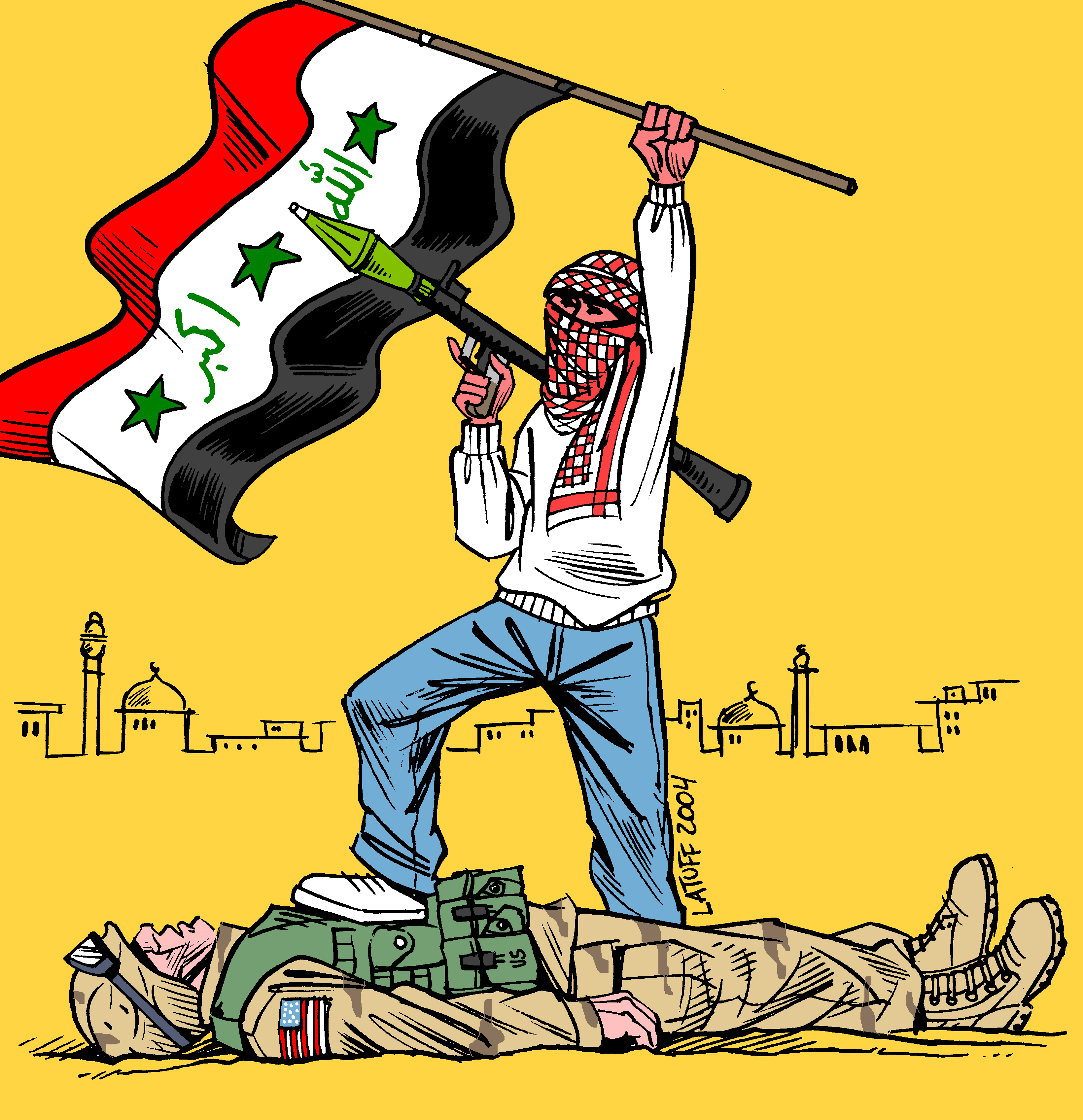
ظهور المقاومة العراقية
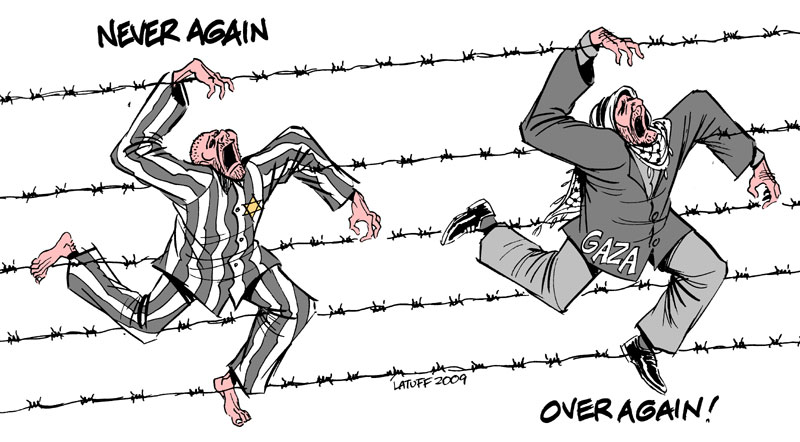
كاريكاتير "يوم ذكرى المحرقة" لكارلوس لطوف. وتم توفيره كمواد لتدريب المعلمين على موقع على شبكة الإنترنت تديره وزارة التعليم في المنطقة الفلمنكية في بلجيكا. وقالت جودز أكتويل إن المقال ظهر لأول مرة في مؤتمر إنكار الهولوكوست الذي عقد في طهران عام 2009، وتم حذف مقالاته بعد وقت قصير من نشرها.
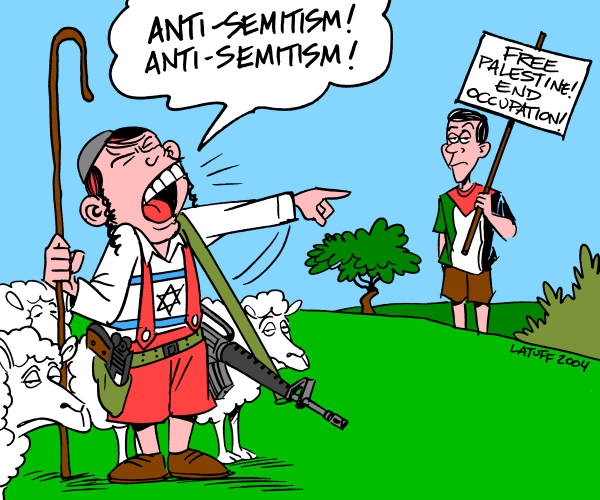
معاداة السامية أصبحت شماعة لبقاء الاحتلال الإسرائيلي للضفة الغربية
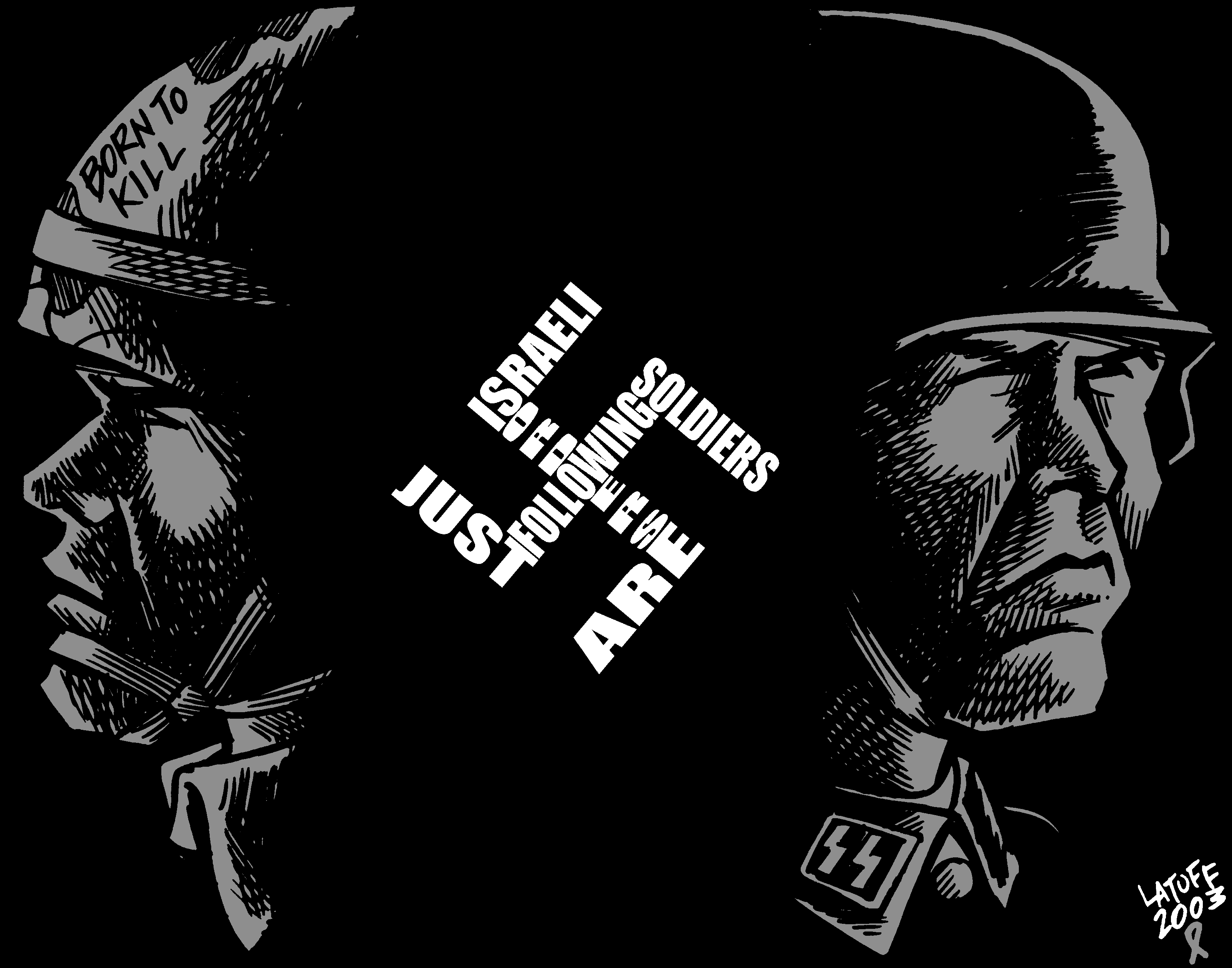
تشبيه النازيين بالإسرائيليين.
الشيطان الأكبر الأمريكي.
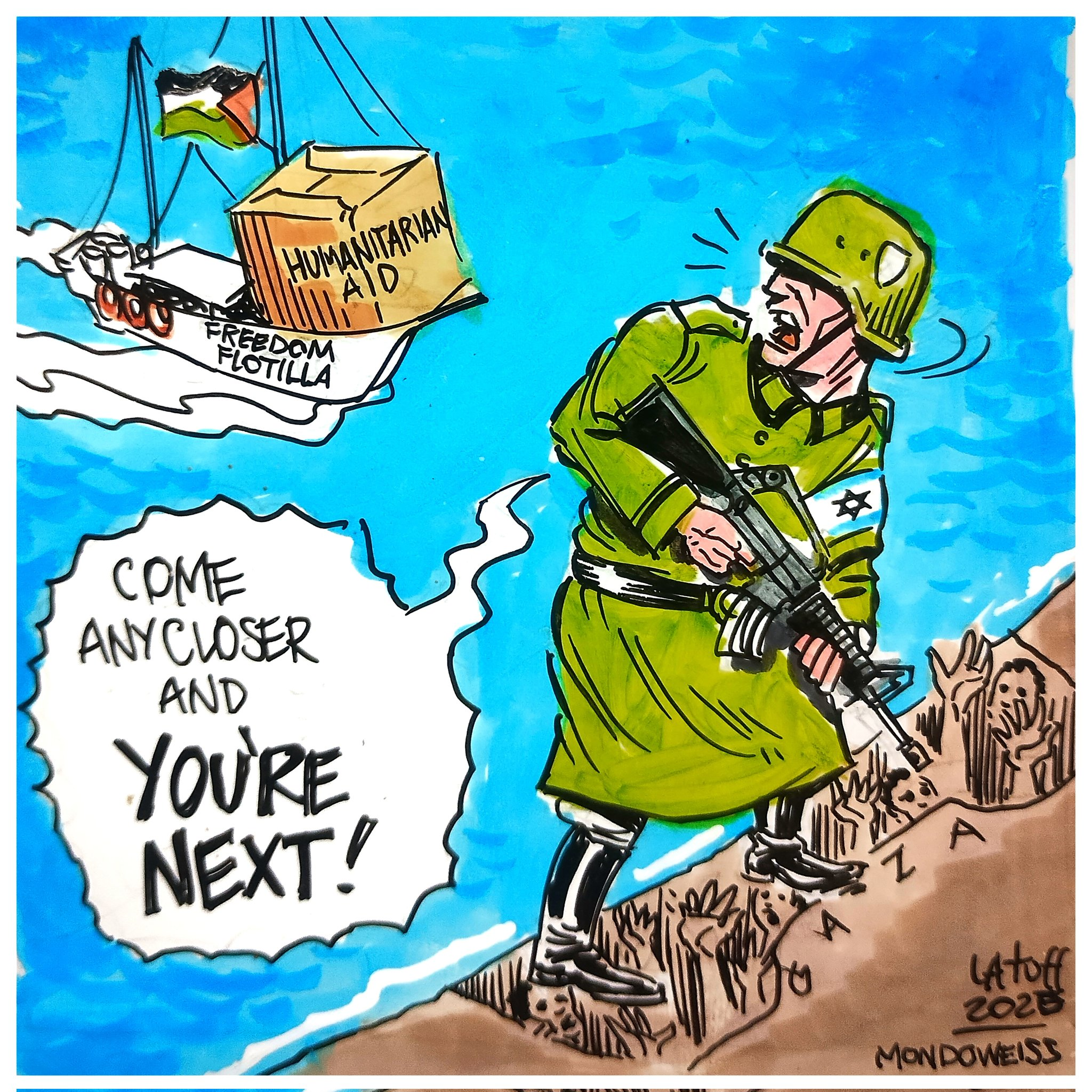
أسطول الحرية لغزة 2025.

## وصلات خارجية
- كارلوس لطوف على موقع IMDb (الإنجليزية)

- المدونة الرسمية
- كارلوس لاتوف في موقع deviantART
- كارلوس لاتوف على موقع تويبك